# وفاة ساندرا بلاند
عُثر على ساندرا بلاند (28 عامًا) الأمريكية من أصل إفريقي معلقة في سقف زنزانة في مقاطعة والر بولاية تكساس الأميركية، في 13 يوليو 2015، بعد ثلاثة أيام من اعتقالها بذريعة مخالفة مرورية.سجل موتها كحالة انتحار شنقُا، وأعقب ذلك احتجاجات ضد اعتقالها، طعنت في سبب الوفاة، وادّعت حدوث عنف عنصري ضدها.
أوقف الشرطي براين إنسينيا الشابة بلاند بسبب مخالفة مرورية بسيطة في 10 يوليو. وتصاعد الجدال بينهما، مما أدى إلى اعتقال بلاند واتهامها بالاعتداء على ضابط شرطة. سجل جزء من التوقيف بواسطة كاميرا سيارة الشرطي، والهواتف النقالة لبعض للمارة، وهاتف بلاند النقال. وبعد أن استعرضت السلطات لقطات كاميرا سيارة الشرطة، وضعت إنسينيا في إجازة إدارية لعدم اتباعه الإجراءات المناسبة في الإيقاف المروري.
أجرت سلطات تكساس ومكتب التحقيقات الفيدرالي تحقيقًا في وفاة بلاند، وقررت أن سجن مقاطعة والر لم يتبع الإجراءات المطلوبة، بما في ذلك الفحوص الدورية على النزلاء، والتأكد من أن الموظفين قد تلقوا التدريب اللازم في مجال الصحة العقلية.
في ديسمبر 2015، رفضت هيئة المحلفين الكبرى توجيه اتهام لموظف شرطة المقاطعة وموظفي السجن بجناية تتعلق بوفاة بلاند. في الشهر التالي، وُجهت إلى إنسينيا تهمة الحنث باليمين بسبب إفادته بأقوال كاذبة حول الظروف المحيطة بالقبض على بلاند، وطردته فيما بعد إدارة السلامة العامة في تكساس من عمله. في سبتمبر 2016، رفعت والدة بلاند دعوى قضائية للقتل بالخطأ ضد سجن المقاطعة وقسم الشرطة مقابل 1.9 مليون دولار وبعض التغييرات الإجرائية. في يونيو 2017، أسقطت تهمة الحنث باليمين ضد إنسينيا مقابل موافقته على إنهاء مستقبله المهني كمنفذ للقانون.